# 李如生
李如生（1963年6月—），男，汉族，天津人，中华人民共和国政治人物。现任中华人民共和国住房和城乡建设部总工程师。